# Enrique Llopis
Enrique Llopis, född 15 oktober 2000, är en spansk friidrottare som tävlar i häcklöpning.

## Karriär
Vid europamästerskapen i friidrott 2024 tog han silver på på 110 meter häck.